# Will Marion Cook
Will Marion Cook (Washington D.C., 27 januari 1869 - New York, 19 juli 1944) was een Amerikaanse componist.

## Biografie
Cook studeerde vanaf 1884 aan het Oberlin Conservatory, voordat hij in 1887 naar Berlijn ging. Daar was hij aan de Hochschule für Musik leerling van Joseph Joachim. Na zijn terugkeer in de Verenigde Staten studeerde hij kort aan het National Conservatory of Music bij Antonín Dvořák. 
In 1890 werd hij dirigent van een kamerorkest, waarmee hij de oostkust bereisde. Een opvoering van zijn eerste compositie Scenes from the Opera of Uncle Tom's Cabin ging in 1893 niet door. In 1898 ontstond in samenwerking met Paul Laurence Dunbar Clorindy; or, The Origin of the Cakewalk, de eerste Afro-Amerikaanse muziekkomedie, die werd opgevoerd in het Broadway-theater.
Cook werd componist van de George Walker-Bert Williams Broadway Shows Company en componeerde talrijke musicals, daarnaast ook songs onder de naam Will Marion. In 1898 trouwde hij met de zangeres Abbie Mitchell, die ook rollen in veel van zijn werken op zich nam. 
In 1910 formeerde hij het New York Syncopated Orchestra, waarmee hij toerde door Europa en de Verenigde Staten en waarmee hij in 1918 optrad voor koning George V. Aan deze tournee nam ook de latere jazzsaxofonist Sidney Bechet deel.
Na zijn terugkeer in de Verenigde Staten in 1922 formeerde hij het Clef Club Orchestra, waartoe ook de zanger Paul Robeson behoorde. Begin jaren 1920 behoorde hij tot de belangrijke begunstigers van Duke Ellington. Cooks zoon Mercer Cook was diplomaat en professor aan de Howard University.

## Overlijden
Will Marion Cook overleed in juli 1944 op 75-jarige leeftijd aan de gevolgen van kanker.

## Werken
- 1893: Scenes from the Opera of Uncle Tom's Cabin
- 1898: Clorindy; or, The Origin of the Cakewalk
- 1900: The Policy Players
- 1900: The Casino Girl
- 1901: Uncle Eph's Christmas, musical
- 1901: The Cannibal King
- 1902: Who Dat Say Chicken, song
- 1902: Darktown Is Out Tonight
- 1903: In Dahomey
- 1904: The Southerners, musical
- 1906: Abyssinia
- 1907: The Ghost Ship
- 1908: Bon Bon Buddy, song
- 1908: Bandanna Land
- 1913: The Traitor
- 1914: In Darkeydom
- 1914: The Cannibal King
- 1923: Runnin Wild, song
- 1927: I'm coming Virginia, song
- 1929: St. Louis Woman, song
- 1929: Swing Along

- Biblioteca Nacional de España: XX1051132
- Bibliothèque nationale de France: cb14849112c (data)
- Gemeinsame Normdatei: 13643228X
- International Standard Name Identifier: 0000 0000 8374 5761
- Library of Congress Control Number: n88663576
- MusicBrainz: 1c34168d-4282-46a9-aec4-8b62d8823e7e
- Nationale Bibliotheek van Israël: 987007286179705171
- Istituto Centrale per il Catalogo Unico: CFIV205960
- SNAC: w6bk1d6t
- Virtual International Authority File: 39645389
- WorldCat: E39PCjBRQTd4w3DDKqvG4c86cd